# Комаровская речка
Комаро́вская речка (Комаро́вский овраг, Ярцовской овраг, Я́рцевский ручей, Староби́тцевский ручей) — малая река на юге Москвы, в районах Ясенево (Битцевский лес) и Северное Бутово Юго-Западного административного округа, левый приток реки Битцы.
Длина реки составляет 2 километра. Площадь водосборного бассейна — 2 км². Постоянное течение устанавливается только в низовьях на протяжении 300—450 метров. Река протекает в разветвлённом овраге в Битцевском лесу, ниже МКАД проходит через три водоёма. Комаровский пруд расположен на основном водотоке, Верхний и Нижний Малые Знаменские пруды — в правом отвершке оврага. Впадает в Битцу на востоке от усадьбы Знаменское-Садки.
Оба гидронима предположительно восходят к антропонимам, ср. фамилии Комаров, Ярцев.